# قصص مخيفة تحكى في الظلام
قصص مخيفة تحكى في الظلام (بالإنجليزية: Scary Stories to tell in the dark)‏ هو فيلم أمريكي تدور أحداثه في فترة الستينات أثناء عيد الهالوين عن مجموعة من المراهقين يجدون كتاباً يحكي قصصاً مخيفة تدب فيها الحياة وتصبح في الواقع.

## حبكة الفيلم
أحداث الفيلم تقع في عام 1968م، حيث يجتمع ثلاثة أصدقاء ويلتقون بصديق جديد عند منزل مهجور يعود إلى آل بيلوز الذين كانوا يحتجزون سارة بيلوز وعندما كانت سارة محتجزة قررت أن تكتب قصص مخيفة بدمها، فعندما تأخذ ستيلا الكتاب وتقرأه، بدأت تحصل مجموعة من الحوادث الغريبة ونعرف لاحقاً أن الكتاب هو السبب. الفيلم مأخوذ من قصص مرعبة تحكى في الظلام للأطفال من كتابة ألفين شوراتز.

## العرض الأول
أول ظهور للفيلم كان في 27 أغسطس 2019 حيث تم الإعلان حينها عن مشروع فيلم الرعب المستقبلي، وتم الإعلان الرسمي للفيلم في ديسمبر 2018.

## الترويج للفيلم
ظهرت أول دعاية للفيلم في 4 فبراير 2019 على موقع يوتيوب. وتم الإعلان عن ملصقات جديدة وإعلانات قصية تبين شكل الوحوش التي تتبع المراهقين.

## روابط خارجية
- قصص مخيفة تحكى في الظلام على موقع IMDb (الإنجليزية)
- قصص مخيفة تحكى في الظلام على موقع ميتاكريتيك (الإنجليزية)
- قصص مخيفة تحكى في الظلام على موقع روتن توميتوز (الإنجليزية)
- قصص مخيفة تحكى في الظلام على موقع نتفليكس (الإنجليزية)
- قصص مخيفة تحكى في الظلام على موقع ألو سيني (الفرنسية)
- قصص مخيفة تحكى في الظلام على موقع بوكس أوفيس موجو (الإنجليزية)
- قصص مخيفة تحكى في الظلام على موقع فيلمافينيتي (الإسبانية)
- قصص مخيفة تحكى في الظلام على موقع قاعدة بيانات الفيلم (الإنجليزية)
- قصص مخيفة تحكى في الظلام على موقع ليتربوكسد (الإنجليزية)
- قصص مخيفة تحكى في الظلام على موقع كينوبويسك (الروسية)